# Motörhead (album)
Motörhead er det britiske heavy metal-band Motörheads debutalbum, som blev udgivet i september 1977.
Den 1. april 1977, efter nogle usuccessfulde år med slid i ubemærkethed efter en pladekontrakt, valgte Motörhead at lave en sidste optræden på London Marquee Club. De spurgte Ted Carroll, chefen for Chiswick Records, til at optage showet for evt. interesse til eftertiden. I stedet for at optage det tilbød han dem en chance til at indspille en single. Da dette var deres sidste chance indspillede de på to dage 13 sange, hvilket imponerede Carroll nok til at tilbyde dem længere tid i studiet til at færdiggøre sporerne. Otte af disse numre blev derved udgivet på deres debutalbum. Albummet sørgede for at bandet blev sammen, men det var først deres næste album Overkill fra 1979, som sørgede for et gennembrud.
Bandet havde tidligere indspillet deres debutalbum On Parole for United Artists Records, men pladeselskabet var dog skeptisk overfor materialet, og dette album blev rent faktisk først udgivet i 1979. Til det officielle debutalbum Motörhead valgte bandet næsten at genindspille alt det gamle materiale fra On Parole, kun numrerne "Fools" og "Leaving Here" blev ikke genindspillet. Bandet tilføjede i denne anledning sporerne "White Line Fever" og "Keep Us on the Road" såvel som et cover af "Train Kept A-Rollin'".
Titelsporet "Motorhead" var koblet sammen med ikke-albumssporet "City Kids" til udgivelsen af 7" og 12" singlerne. De fire resterende spor fra indspilningsprocessen var lagt til side indtil 1980, hvor de blev udgivet på Beer Drinkers and Hell Raisers ep'en. Senere var B-siden og ep'en tilføjet som bonusspor på de kvalitetforbedret CD udgivelser.
På albumsomslaget var Snaggletooth ansigtet, der blev et logo for bandet, designet af tegneren Joe Petagno. Det indre omslag indeholdt nye og gamle fotografier af bandet og vener samt takke-noter fra Lemmy, Eddie og Phil. 
Reklamen for albummet, singlen og turnéen bar orderne "Achtung! This Band Takes No Prisoners"(~Giv agt! bandet tager ingen fanger).

## Spor
1. "Motorhead" (Lemmy Kilmister) – 3:13
2. "Vibrator" (Larry Wallis, Des Brown) – 3:39
3. "Lost Johnny" (Kilmister, Mick Farren) – 4:15
4. "Iron Horse/Born to Lose" (Phil Taylor, Mick Brown, Guy "Tramp" Lawrence) – 5:21
5. "White Line Fever" (Eddie Clarke, Kilmister, Taylor) – 2:38
6. "Keep Us on the Road" (Clarke, Kilmister, Taylor, Farren) – 5:57
7. "The Watcher" (Kilmister) – 4:30
8. "Train Kept A-Rollin'" (Tiny Bradshaw, Howard Kay, Lois Mann) – 3:19

### Bonusspor
1. "City Kids" (Wallis, Duncan Sanderson) – 3:24
  - Originalt udgivet som B-side på Motorhead-singlen fra 1977.
2. "Beer Drinkers and Hell Raisers" (Billy Gibbons, Dusty Hill, Frank Beard) – 3:27
3. "On Parole" (Wallis) – 5:57
4. "Instro" (Clarke, Kilmister, Taylor) – 2:27
5. "I'm Your Witchdoctor" (John Mayall) – 2:58
  - De sidste fire spor blev originalt udgivet på Beer Drinkers and Hell Raisers ep'en fra 1980.